# Resistència a la tracció
La resistència a la tracció o tensió de trencament, és la màxima tensió que un material pot suportar en ser traccionat abans que es produeixi el fenomen del necking que és quan la secció transversal de l'espècimen comença a contraure's de manera significativa. La resistència a la tracció s'obté generalment realitzant un assaig de tracció i registrant la tensió en funció de la deformació (o allargament); el punt més elevat de la corba tensió-deformació és la resistència a la tracció. Les tensions de trencament poques vegades són considerades en el disseny d'elements dúctils, però són molt importants en el disseny d'element fràgils. Aquestes tensions es troben tabulades per als materials més comuns. La tensió de trencament es mesura en unitats de força per unitat de superfície. Per alguns materials no homogenis s'indica com una força o una força per unitat de gruix. En el sistema internacional, la unitat és el pascal (Pa) o, equivalent al Pascal, Newton per metre quadrat (N/m²).

## Valors típics de la resistència a la tracció
| Material                                             | Límit elàstic (MPa)                      | Tensió de trencament (MPa)                | Densitat (g/cm³) |
| ---------------------------------------------------- | ---------------------------------------- | ----------------------------------------- | ---------------- |
| Acer estructural ASTM acer A36                       | 250                                      | 400                                       | 7.8              |
| Acer al carboni 1090                                 | 250                                      | 841                                       | 7.58             |
| Pell humana                                          | 15                                       | 20                                        | 2,2              |
| Micro-Melt® 10 Tough Treated Tool Steel (AISI A11)   | 5171                                     | 5205                                      | 7.45             |
| 2800 Maraging steel                                  | 2617                                     | 2693                                      | 8.00             |
| AerMet 340                                           | 2160                                     | 2430                                      | 7.86             |
| Sandvik Sanicro 36Mo logging cable Precision Wire    | 1758                                     | 2070                                      | 8.00             |
| Acer AISI 4130, water quenched 855 °C, 480 °C temper | 951                                      | 1110                                      | 7.85             |
| Titani 11 (Ti-6Al-2Sn-1.5Zr-1Mo-0.35Bi-0.1Si), Aged  | 940                                      | 1040                                      | 4.50             |
| Acer, API 5L X65                                     | 448                                      | 531                                       | 7.8              |
| Acer, high strength alloy ASTM A514                  | 690                                      | 760                                       | 7,8              |
| Polietilè d'alta densitat (HDPE)                     | 26-33                                    | 37                                        | 0,95             |
| Polipropilè                                          | 12-43                                    | 19.7-80                                   | 0,91             |
| Acer inoxidable AISI 302 - Cold-rolled               | 520                                      | 860                                       | 8,19             |
| Ferro colat 4,5% C, ASTM A-48                        | 130                                      | 200                                       |                  |
| aliatge de "Liquidmetal"                             | 1723                                     | 550-1600                                  | 6,1              |
| Beril·li 99,9% Be                                    | 345                                      | 448                                       | 1,84             |
| Aliatge d'alumini 2014-T6                            | 414                                      | 483                                       | 2.8              |
| Resina de polièster sense reforçar                   | 55                                       |                                           |                  |
| Laminat de polièster i fil picat 30% fibra de vidre  | 100                                      |                                           |                  |
| Compost epoxi i fibra de vidre                       | 2358                                     |                                           |                  |
| Aliatge d'alumini 6063-T6                            |                                          | 248                                       | 2,63             |
| Coure 99,9% Cu                                       | 70                                       | 220                                       | 8,92             |
| Cuproníquel 10% Ni, 1,6% Fe, 1% Mn, balance Cu       | 130                                      | 350                                       | 8,94             |
| Bronze                                               | 200 +                                    | 550                                       | 5,3              |
| Tungstè                                              |                                          | 1510                                      | 19,25            |
| Vidre                                                |                                          | 33                                        | 2,53             |
| fibra de vidre E-Glass                               | N/A                                      | 1500 for laminates, 3450 for fibers alone | 2,57             |
| fibra de vidre S-Glass                               | N/A                                      | 4710                                      | 2,48             |
| Fibra de basalt                                      | N/A                                      | 4840                                      | 2,7              |
| Marbre                                               | N/A                                      | 15                                        |                  |
| Ciment                                               | N/A                                      | 3                                         | 2,7              |
| Fibra de carboni                                     | N/A                                      | 1600 for Laminate, 4137 for fiber alone   | 1,75             |
| Fibra de carboni (Toray T1000G)                      |                                          | 6370 fibre alone                          | 1.80             |
| Cabell humà                                          |                                          | 380                                       |                  |
| Bambú                                                |                                          | 350-500                                   | 0,4              |
| Seda d'aranya                                        |                                          | 1000                                      | 1,3              |
| Seda de Caerostris darwini                           | 1652                                     |                                           |                  |
| Seda del cuc de la seda                              | 500                                      |                                           | 1,3              |
| Aramid (Kevlar o Twaron)                             | 3620                                     | 2757                                      | 1,44             |
| UHMWPE                                               | 3447                                     | 6894                                      | 0,97             |
| fibres UHMWPE (Dyneema or Spectra)                   |                                          | 2300-3500                                 | 0.97             |
| Vectran                                              |                                          | 2850-3340                                 |                  |
| Polibenzoxazol (Zylon)                               |                                          | 2700                                      | 1,56             |
| Fusta de pi (paral·lela al gra)                      |                                          | 40                                        |                  |
| Os (costella)                                        | 104-121                                  | 130                                       | 1,6              |
| Nylon, tipus 6/6                                     | 45                                       | 75                                        | 1,15             |
| Adhesiu epoxi                                        | -                                        | 12 - 30                                   | -                |
| cautxú                                               | -                                        | 15                                        |                  |
| Bor                                                  | N/A                                      | 3100                                      | 2.46             |
| Silici monocristal·lí (m-Si)                         | N/A                                      | 7000                                      | 2.33             |
| carbur de silici (SiC)                               | N/A                                      | 3440                                      |                  |
| Sílice ultra pur                                     |                                          | 4100                                      |                  |
| Safir (Al₂O₃)                                        | 400 at 25*C, 275 at 500*C, 345 at 1000*C | 1900                                      | 3.9-4.1          |
| Boron Nitride Nanotube                               | N/A                                      | 33000                                     | ?                |
| Diamant                                              | N/A                                      | 2800                                      | 3.5              |
| Grafè                                                | N/A                                      | 130000                                    | 1.0              |
| Cordes de nanotub de carboni                         | ?                                        | 3600                                      | 1.3              |
| Colossal carbon tube                                 | N/A                                      | 7000                                      | 0.116            |
| Nanotub de carboni (see note below)                  | N/A                                      | 11000-63000                               | 0.037-1.34       |
| Compostos de nanotub de carboni                      | N/A                                      | 1200                                      | N/A              |